# 甘素
甘素是一種人工甜味劑，它比糖甜250倍，於1884年被Joseph Berlinerbau發現 。它在被發現的7年後開始大量製造。和糖精相比，它有一個優勢：它不會在舌根留下一個苦味。然而，雖然它只比糖精晚了5年發現，它卻永不及糖精在市場上的成功。不過甘素在20世紀早期仍是一個相當重要的甜味劑。
早期醫學試驗顯示，食用甘素對人體是無害的，也因此當時認為，甘素對糖尿病患來說是很理想的人工甜味劑。然而，FDA於1951年的研究結果使得食用甘素的安全性受到很多質疑。後來的動物實驗顯示甘素有非特定的致癌性，因此於1954年，甘素全面從市場下架。在日本，服用甘素導致的中毒事件頻傳，因此在1969年起日本禁止使用甘素。
甘素又名甜精(sucrol, valzin)。

## 延伸閱讀
- Hodges, L. 1973. Environmental pollution: a survey emphasizing physical and chemical principles. Holt, Rinehart and Winston Inc., New York.